# Strongylí
Strongylí Megístis, aussi appelée Strongyli ou Ypsili (en grec Στρογγυλή Μεγίστης), est une île de Grèce de 0,9 km2 de superficie, baignée par la mer Méditerranée orientale et située à neuf kilomètres de l'île de Kastellórizo.
L'îlot, long de 1,5 kilomètre et large de 700 mètres, a une forme arrondie qui semble être à l'origine de son nom. Strongyli est sans doute le mélange des mots grecs strombos et strobilos, qui désignent des objets ronds, comme une pomme de pin ou un coquillage en spirale, et qui est aussi à l'origine du nom de l'île de Stromboli.
La surface de l'île est couverte de maquis. Sa position géographique lui confère le statut du point le plus oriental du territoire grec.

## Phare de Strongyli
Le phare de l'île, toujours en activité et situé au sommet d'une colline située à environ 400 mètres de la côte, est le bâtiment le plus oriental du territoire grec. Il a été construit en 1910 par les Français pour le gouvernement turc. Par le traité d'Ouchy, il fut cédé en 1912 à l'Italie. Durant la Première Guerre mondiale, la France occupe l'île entre le 24 décembre 1915 et le 21 août 1920, puis la rend à l'Italie qui la cède à la Grèce en 1946 au traité de Paris. Le phare subit une rénovation en 1987 et est équipé d'un système de panneaux solaires.
La tour, de section circulaire, s'intègre et dépasse de quelques mètres seulement la maison du gardien. Bâtie en pierre enduite, elle est peinte en blanc. Le toit de la lanterne et la rambarde métallique (de section octogonale) qui l'entoure, sont peints en vert. Sa hauteur est de 7 mètres et son plan focal se trouve à 107 mètres.
Le phare est toujours gardé par une équipe qui effectue une rotation d'effectif tous les 15 jours. Le phare émet un éclat de lumière blanche toutes les 5 secondes selon la caractéristique suivante : éclat 0.1s + obscurité 4.9s. Sa portée lumineuse est de 17 milles marins.
Le 21 août 2009, les Postes helléniques (ELTA) émettent une série de 5 timbres sur le thème des phares. Le phare de Strongyli illustre un timbre de valeur faciale 4,20 €. Le dessin du phare est adapté par Eleni Apostolou d'après l'œuvre originale de Gisis Papageorgiou.